# ديانا تايلور
ديانا تايلور (بالإنجليزية: Diana Taylor)‏ هي أكاديمية أمريكية، ولدت في 17 أكتوبر 1950.